# Brittiska F3-mästerskapet 2012
Brittiska F3-mästerskapet 2012 var ett race som var den sextioandra säsongen av det brittiska F3-mästerskapet.

## Resultat
| Omgång | Omgång | Bana                            | Datum        | Pole Position      | Snabbaste varv       | Vinnande förare    | Vinnande team      | Vinnande rookie     |
| ------ | ------ | ------------------------------- | ------------ | ------------------ | -------------------- | ------------------ | ------------------ | ------------------- |
| 1      | R1     | Oulton Park                     | 7 april      | Jack Harvey        | Hannes van Asseldonk | Jack Harvey        | Carlin             | Spike Goddard       |
| 1      | R2     | Oulton Park                     | 7 april      |                    | Pipo Derani          | Pipo Derani        | Fortec Motorsports | Spike Goddard       |
| 1      | R3     | Oulton Park                     | 7 april      | Jack Harvey        | Félix Serrallés      | Félix Serrallés    | Fortec Motorsports | Spike Goddard       |
| 2      | R1     | Autodromo Nazionale Monza       | 14 april     | Félix Serrallés    | Alex Lynn            | Carlos Sainz Jr.   | Carlin             | Spike Goddard       |
| 2      | R2     | Autodromo Nazionale Monza       | 15 april     |                    | Félix Serrallés      | Félix Serrallés    | Fortec Motorsports | Duvashen Padayachee |
| 2      | R3     | Autodromo Nazionale Monza       | 15 april     | Carlos Sainz Jr.   | Carlos Sainz Jr.     | Carlos Sainz Jr.   | Carlin             | Spike Goddard       |
| 3      | R1     | Pau Circuit                     | 12 maj       | Raffaele Marciello | Jazeman Jaafar       | Raffaele Marciello | Prema Powerteam    | Spike Goddard       |
| 3      | R2     | Pau Circuit                     | 13 maj       | Raffaele Marciello | Pipo Derani          | Raffaele Marciello | Prema Powerteam    | Sandro Zeller       |
| 4      | R1     | Rockingham Motor Speedway       | 9 juni       | Jack Harvey        | Hannes van Asseldonk | Jazeman Jaafar     | Carlin             | Spike Goddard       |
| 4      | R2     | Rockingham Motor Speedway       | 10 juni      |                    | Pietro Fantin        | Harry Tincknell    | Carlin             | Duvashen Padayachee |
| 4      | R3     | Rockingham Motor Speedway       | 10 juni      | Jack Harvey        | Jack Harvey          | Jack Harvey        | Carlin             | Duvashen Padayachee |
| 5      | R1     | Brands Hatch                    | 23 juni      | Jack Harvey        | Jazeman Jaafar       | Jack Harvey        | Carlin             | Adderly Fong        |
| 5      | R2     | Brands Hatch                    | 24 juni      |                    | Harry Tincknell      | Pipo Derani        | Fortec Motorsports | Adderly Fong        |
| 5      | R3     | Brands Hatch                    | 24 juni      | Jack Harvey        | Jack Harvey          | Jack Harvey        | Carlin             | Adderly Fong        |
| 6      | R1     | Norisring                       | 30 juni      | Raffaele Marciello | Jack Harvey          | Ingen vinnare      | Ingen vinnare      | Sandro Zeller       |
| 6      | R2     | Norisring                       | 30 juni      |                    | Félix Serrallés      | Harry Tincknell    | Carlin             | Sandro Zeller       |
| 6      | R3     | Norisring                       | 1 juli       | Pascal Wehrlein    | Hannes van Asseldonk | Raffaele Marciello | Prema Powerteam    | Spike Goddard       |
| 7      | R1     | Circuit de Spa-Francorchamps    | 27 juli      | Félix Serrallés    | Félix Serrallés      | Félix Serrallés    | Fortec Motorsports | Sandro Zeller       |
| 7      | R2     | Circuit de Spa-Francorchamps    | 27 juli      | Loppet inställt    | Loppet inställt      | Loppet inställt    | Loppet inställt    | Loppet inställt     |
| 7      | R3     | Circuit de Spa-Francorchamps    | 28 juli      | Félix Serrallés    | Carlos Sainz Jr.     | Carlos Sainz Jr.   | Carlin             | Adderly Fong        |
| 8      | R1     | Snetterton Motor Racing Circuit | 4 augusti    | Jack Harvey        | Jack Harvey          | Jack Harvey        | Carlin             | Adderly Fong        |
| 8      | R2     | Snetterton Motor Racing Circuit | 5 augusti    |                    | Jazeman Jaafar       | Harry Tincknell    | Carlin             | Adderly Fong        |
| 8      | R3     | Snetterton Motor Racing Circuit | 5 augusti    | Jack Harvey        | Jack Harvey          | Carlos Sainz Jr.   | Carlin             | Adderly Fong        |
| 9      | R1     | Silverstone Circuit             | 8 september  | Alex Lynn          | Alex Lynn            | Jazeman Jaafar     | Carlin             | Spike Goddard       |
| 9      | R2     | Silverstone Circuit             | 9 september  |                    | Pietro Fantin        | Félix Serrallés    | Fortec Motorsports | Duvashen Padayachee |
| 9      | R3     | Silverstone Circuit             | 9 september  | Alex Lynn          | Alex Lynn            | Alex Lynn          | Fortec Motorsports | Spike Goddard       |
| 10     | R1     | Donington Park                  | 29 september | Jack Harvey        | Alex Lynn            | Jack Harvey        | Carlin             | Hywel Lloyd         |
| 10     | R2     | Donington Park                  | 30 september |                    | Pietro Fantin        | Harry Tincknell    | Carlin             | Hywel Lloyd         |
| 10     | R3     | Donington Park                  | 30 september | Jack Harvey        | Alex Lynn            | Jack Harvey        | Carlin             | Hywel Lloyd         |